# Augusto Chiecchi
Augusto Chiecchi (Montorio Veronese, 14 aprile 1898 – ...) è stato un calciatore italiano, di ruolo centrocampista.
Era conosciuto anche come Chiecchi I per distinguerlo dai fratelli calciatori Egidio Chiecchi (Chiecchi II) e Giovanni Chiecchi (Chiecchi III).

## Carriera
Giocò nell'Hellas Verona per due stagioni, disputando una partita nella stagione 1919-1920 e cinque partite la stagione successiva, entrambe in massima serie.

## Statistiche

### Presenze e reti nei club
| Stagione             | Squadra              | Campionato           | Campionato | Campionato | Coppe nazionali | Coppe nazionali | Coppe nazionali | Altre competizioni | Altre competizioni | Altre competizioni | Totale | Totale |
| Stagione             | Squadra              | Comp                 | Pres       | Reti       | Comp            | Pres            | Reti            | Comp               | Pres               | Reti               | Pres   | Reti   |
| -------------------- | -------------------- | -------------------- | ---------- | ---------- | --------------- | --------------- | --------------- | ------------------ | ------------------ | ------------------ | ------ | ------ |
| 1919-1920            | Verona               | PC                   | 1          | 0          | -               | -               | -               | Spareggio          | -                  | -                  | 1      | 0      |
| 1920-1921            | Verona               | PC                   | 5          | 0          | -               | -               | -               | -                  | -                  | -                  | 5      | 0      |
| Totale Hellas Verona | Totale Hellas Verona | Totale Hellas Verona | 6          | 0          | -               | -               | -               |                    | 0                  | 0                  | 6      | 0      |